# Trachea deviridata
Trachea deviridata là một loài bướm đêm trong họ Noctuidae.